# Ivo Miro Jović
Ivo Miro Jović (ur. 15 lipca 1950 w Čapljinie) – bośniacki Chorwat, chorwacki członek Prezydium Bośni i Hercegowiny od 9 maja 2005 do 6 listopada 2006. Przewodniczący Prezydium Republiki Bośni i Hercegowiny od 28 czerwca 2005 do 26 lutego 2006.

## Życiorys
Ivo Miro Jović ukończył filozofię na Uniwersytecie w Sarajewie oraz ekonomię. Po studiach pracował jako nauczyciel i wykładowca w szkołach w Ilijaš i Kiseljak. W życie polityczne zaangażował się w 1997, gdy Chorwacka Unia Demokratyczna Bośni i Hercegowiny zaproponowała mu stanowisko w samorządzie Kantonu Centralna Bośnia.
W latach 1999–2001 Jović zajmował stanowisko wiceministra kultury w rządzie federalnym. W wyborach parlamentarnych w 2002 dostał się do Izby Reprezentantów BiH jako przedstawiciel Chorwackiej Unii Demokratycznej BiH.
9 maja 2005 został wybrany w skład Prezydium BiH po tym, jak Dragan Čović został odwołany ze stanowiska przez Wysokiego Przedstawiciela pod zarzutami korupcji. Jović zasiadał w prezydium do 6 listopada 2006, pełniąc w tym czasie jeden raz funkcję jego przewodniczącego.
1 października 2006 w wyborach na stanowisko chorwackiego członka Prezydium BiH zdobył 25% głosów poparcia i został pokonany przez Željko Komšicia (41%).